# Iron Mountain Incorporated
Iron Mountain Inc. es una empresa estadounidense fundada en 1951, que ofrece servicios de administración y gestión de información empresarial. Su central se encuentra en la ciudad de Boston (estado de Massachusetts). Sus servicios de administración de información, destrucción de información y resguardo y recuperación son suministrados a más de 156 000 clientes en América del Norte, Europa, América Latina y Asia.
Iron Mountain forma parte de los índices bursátiles S&P 500 y FTSE4Good.

## Historia

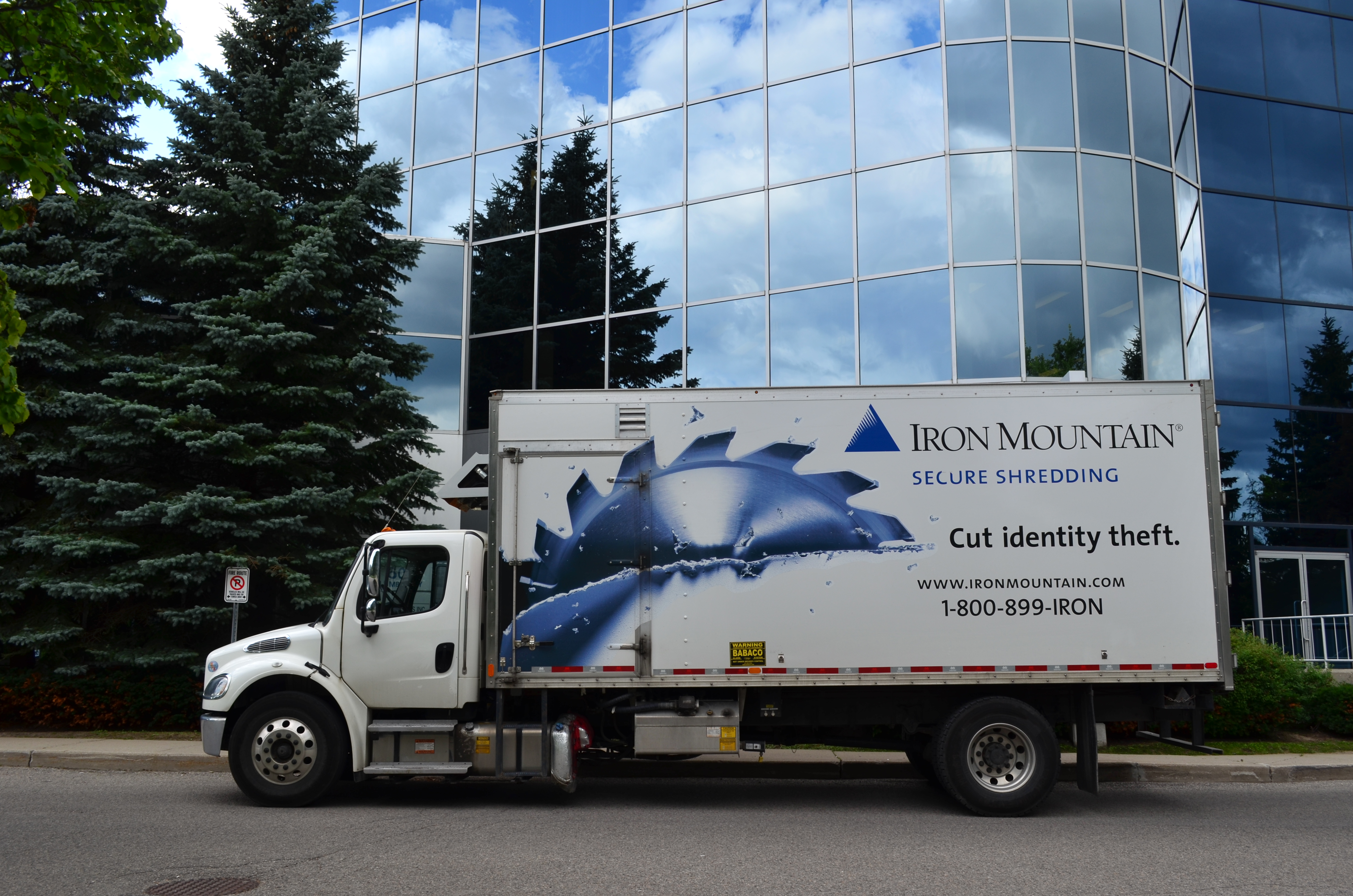
Un Camión de Iron Mountain

### Antecedentes
La compañía fue fundada por Herman Knaust, quién había hecho su fortuna con el cultivo y comercialización de hongos.
En 1936, necesitando más espacio físico para el cultivo de su producto, compró una mina de mineral de hierro agotada y 100 acres (0,40 km²) de tierra en la ciudad de Livingston (estado de Nueva York), por USD 9000.
En 1950, el mercado de hongos había cambiado y Knaust buscaba usos alternativos para su mina, la cual había nombrado como Iron Mountain.

### Fundación y primeros años (1951-1970)
Durante la Guerra Fría, Knaust vio una oportunidad empresarial en proteger información corporativa de ataques nucleares y otros desastres.
En 1951 la compañía, originalmente conocida como «Iron Mountain Empresa de Almacenamiento Atómico», abrió sus primeras bóvedas subterráneas y su primera oficina de ventas en el edificio del Empire State. Su primer cliente fue el East River Savings Bank, que llevó copias de microfilm de registros de depósito y tarjetas de firma duplicada en vehículos blindados para almacenamiento a las instalaciones de Iron Mountain. En 1978, la compañía abrió su primera planta de almacenamiento de registros sobre tierra.

### Años intermedios (1970-2000)
Esta primera versión de Iron Mountain entró en bancarrota al comienzo de 1970 y fue adquirida por Vincent J. Ryan.

### Expansión y consolidación (2000-presente)

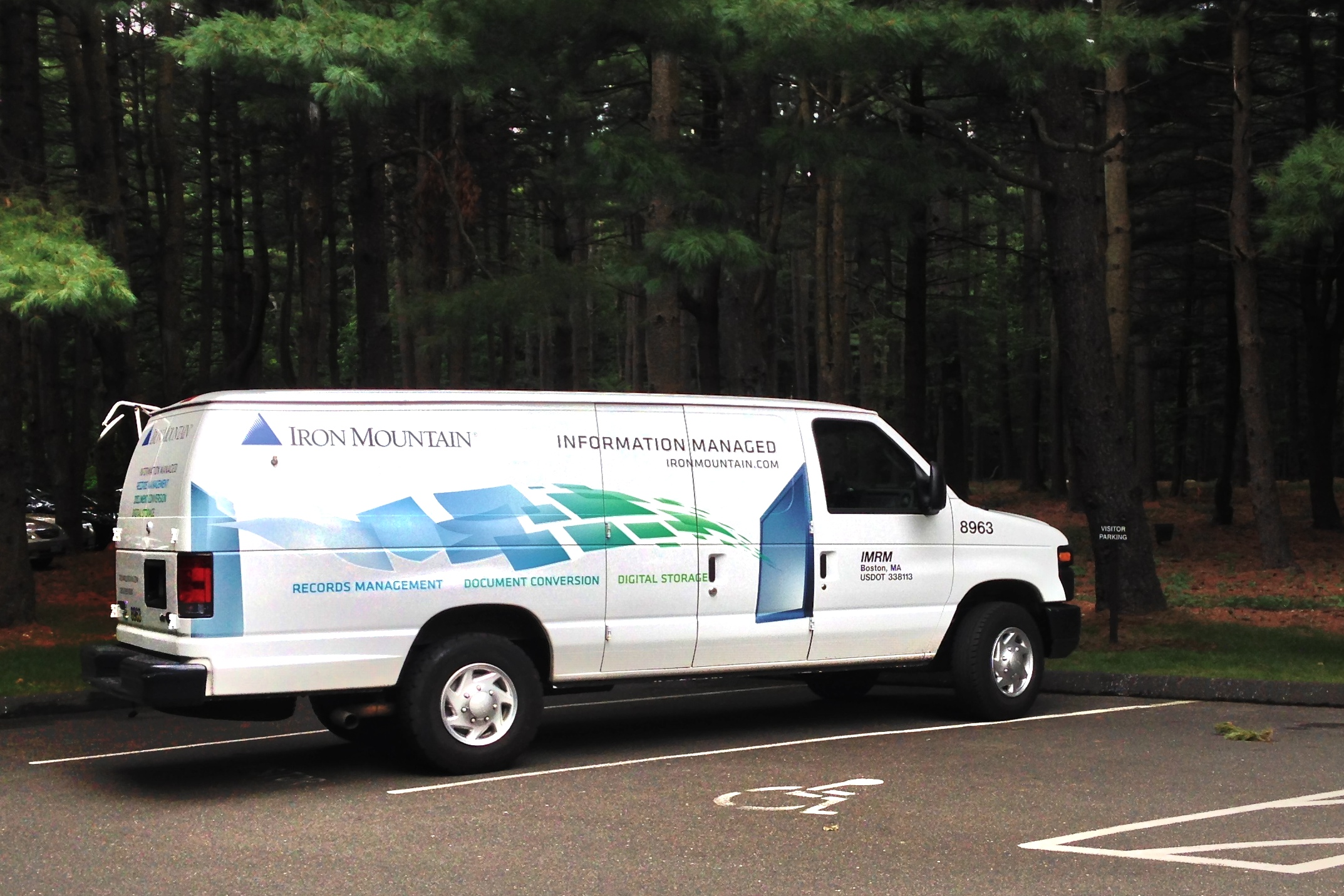
Vehículo de Iron Mountain.

Desde 1980, Iron Mountain creció a través de adquisiciones. Sus ingresos en este período aumentaron de $3 millones en 1981 a USD 2.7 mil millones al final de 2007.
En febrero del 2000, Iron Mountain anunció la adquisición de Pierce Leahy Corp. (NYSE:PLH) en una fusión accionaria valuada en aproximadamente USD 1.1 mil millones.

## Pérdida de datos
La compañía ha recibido la atención de los medios de comunicación por perder archivos y datos de clientes, en particular cintas que contenían información privada, como direcciones de residencia y números de Seguridad Social.
En 1997 un misterioso incendio destruyó un almacén lleno de documentos corporativos al lado de la autopista de Nueva Jersey (USA) en la salida 8. Esto fue dos días después de que un incendio más pequeño dañara otro almacén de la compañía en las proximidades.
En mayo de 2005, Time Warner reveló que un contenedor de 40 cintas de seguridad que contenían la información personal de 600.000 empleados actuales y antiguos de la compañía había desaparecido mientras se transportaba en una furgoneta de Iron Mountain que hizo otras 18 paradas en Manhattan ese día.
Un año más tarde, cintas que contenían información personal de unos 17 000 empleados de Long Island Rail Road se perdieron en tránsito a la oficina del ferrocarril, junto con cintas pertenecientes al Departamento de Asuntos de los Veteranos de los Estados Unidos, que eran transportadas en el mismo vehículo.
El 12 de julio de 2006, un incendio destruyó completamente un almacén arrendado de seis pisos de la empresa Iron Mountain en la ciudad de Londres (Reino Unido).
Los registros en papel de 600 clientes, incluyendo archivos de varios destacados bufetes de abogados de Londres, fueron perdidos.
También fueron destruidos los registros médicos de alrededor de 240 000 pacientes del Chelsea and Westminster Hospital.
La London Fire Brigade concluyó que el incendio fue causado intencionalmente.
Un día antes, un incendio más pequeño que se creía había sido causado por contratistas que hacían reparaciones de azotea dañaron un almacén de la compañía en la ciudad de Ottawa (Canadá).
En agosto de 2007, la compañía comenzó a equipar sus furgonetas y camiones no marcados con un nuevo sistema de seguridad y alarma utilizando la tecnología de cadena de custodia para reducir la exposición de datos de los clientes a posibles pérdidas. Entre otras características de seguridad, el sistema utiliza autenticación por radiofrecuencia y seguimiento en tiempo real para ayudar a prevenir desapariciones de las cintas, o su retirada del vehículo, durante el tránsito.
El viernes 4 de noviembre de 2011, un gran incendio golpeó un almacén de documentos y la sede central de Iron Mountain en Aprilla, Italia. Según informes de prensa, el edificio fue envuelto en llamas causando daños sustanciales a los documentos y contenidos digitales almacenados allí. Aproximadamente 40 empleados trabajaron en la instalación pero nadie resultó herido.
El 5 de febrero de 2014, un incendio causado intencionalmente destruyó completamente los almacenes de la compañía en Buenos Aires. Al menos 9 bomberos murieron en el incidente mientras que otros 7 fueron gravemente heridos.